# 曼徹斯特 (紐約州村)
曼徹斯特（英語：Manchester）是位於美國紐約州安大略縣的村。

## 人口
根據2020年美國人口普查的數據，曼徹斯特的面積為2.96平方千米，皆為陸地。當地共有人口1640人，而人口密度為每平方千米554人。